# A la belle étoile
A la belle étoile (bra: Sob as Estrelas) é um filme de 2023 dirigido por Sébastien Tulard. No Brasil, foi apresentado pela Mares Filmes nos cinemas em novembro no Festival Varilux de Cinema Francês 2023.

## Sinopse
Criado em uma família adotiva e um abrigo, Yazid sempre gostou de cozinhar. Indo de Epernay à Paris, agora ele quer trabalhar com os maiores confeiteiros.

## Elenco
- Just Riadh : Yazid Ichemrahen
- Loubna Abidar : Samia
- Christine Citti : Simone
- Patrick d'Assumçao : Pascal
- Phénix Brossard : Mathieu
- Anis Mansour : Alban
- Lika Minamoto : Satomi
- David Boring : Julien
- Dycosh : Manu
- Pascal Légitimus : Bouchard
- Frédéric Fix : Fred
- Saïd Benchnafa : Samy
- Georges Corraface : Charles Bauchon
- Jean-Yves Berteloot : Massena
- Philippe Beglia : o convidado de honra
- Frédéric Saurel : Antoine

## Recepção
Na França, o filme tem uma nota média de 2,9/5 no agregador do AlloCiné, calculada a partir de 13 resenhas da imprensa.